# Тимчасова адміністрація (банківська діяльність)
Тимчасова адміністрація (англ. Temporary Administration (Receivership))  — процедура, що застосовується Національним банком до банків при здійсненні банківського нагляду за особливих обставин, передбачених законодавством.
Рішення про призначення тимчасової адміністрації приймає Правління Національного банку.
Тимчасова адміністрація приступає до виконання своїх обов'язків негайно після прийняття рішення про її призначення.

## Мета
Тимчасова адміністрація використовується для тимчасового управління банком з метою збереження капіталу та активів банку, докладної оцінки його фінансового стану і вжиття відповідних заходів щодо приведення його діяльності у відповідність до вимог банківського законодавства, відновлення його платоспроможності та ліквідності, стабілізації діяльності банку, усунення виявлених порушень, причин та умов, що призвели до погіршення фінансового стану.

## Порядок призначення
Національний банк зобов'язаний призначити тимчасову адміністрацію у разі загрози платоспроможності банку, зокрема:
1. двох або більше порушень банком вимог Національного банку;
2. зменшення розміру регулятивного капіталу банку на 30 % протягом останніх 6 місяців;
3. якщо банк протягом 5 робочих днів не виконує більше 10 % своїх прострочених зобов'язань;
4. арешту або набрання законної сили обвинувальним вироком щодо злочинних діянь керівників банку;
5. вчинення банком дій щодо приховування рахунків, активів, реєстрів, звітів, документів;
6. необґрунтованої відмови банку в наданні документів чи інформації, передбачених законодавством, уповноваженим представникам [[Національного банку;
7. наявності публічного конфлікту в керівництві банку;
8. наявності клопотання банку про призначення тимчасової адміністрації;
9. здійснення банком операцій з високим рівнем ризику, які призвели або можуть призвести до втрати активів або доходів;
10. порушення законодавства щодо запобігання та протидії легалізації (відмиванню) доходів.

## Тимчасовий адміністратор
Тимчасове адміністрування здійснює тимчасовий адміністратор — фізична або юридична особа, що призначається Національним банком, яка має високі професійні та моральні якості, бездоганну ділову репутацію, повну вищу економічну чи юридичну освіту, або освіту в сфері управління та досвід роботи в банківській системі (не менше п'яти років, у тому числі на керівних посадах — не менше трьох років).
Ним може бути:
1. юридична особа, яка здійснює професійну діяльність щодо тимчасової адміністрації та/або ліквідації банків, щодо надання аудиторських, юридичних або консультаційних послуг і має не менше трьох працівників із сертифікатом Національного банку на право здійснення тимчасової адміністрації та/або ліквідації банку;
2. незалежний експерт (за договором);
3. службовець Національного банку.

Ним не може бути:
1. фізична особа, яка: є кредитором, пов'язаною особою або акціонером (учасником) банку; має судимість, не погашену і не зняту в установленому законом порядку, або є обвинуваченою за кримінальною справою; не виконала своїх зобов'язань перед будь-яким банком;
2. юридична особа, яка: є кредитором, пов'язаною особою або акціонером (учасником) банку; є стороною в судовій справі за участю банку; не виконала зобов'язань перед будь-яким банком.

## Робота
Національний банк подає тимчасовому адміністратору копію останнього звіту про інспектування банку, копію висновку та звіту останньої аудиторської перевірки, довідку відповідного підрозділу банківського нагляду центрального апарату Національного банку про аналіз діяльності банку за результатами безвиїзного банківського нагляду та інспектування.
За результатами своєї діяльності тимчасовий адміністратор зобов'язаний подати Національному банку остаточний звіт і пропозиції щодо подальшої діяльності банку.

## Період
Тимчасова адміністрація призначається на термін до одного року, а в разі необхідності для системоутворюючих банків термін її дії може бути подовжений ще до одного року.
Свою діяльність тимчасовий адміністратор припиняє з дня прийняття Правлінням Національного банку рішення про припинення Тимчасової адміністрації та поновлення діяльності банку або про відкликання банківської ліцензії та призначення ліквідатора банку.